# Mike Brown (football américain)
Pour les articles homonymes, voir Mike Brown et Brown.
(en) Statistiques sur pro-football-reference
Mike Brown (né le 13 février 1978 à Scottsdale) est un joueur américain de football américain.

## Enfance
Brown étudie à la Saguaro High School de sa ville natale de Scottsdale où il joue dans les équipes de football américain et de baseball. De nombreux magazines vont nommer Brown comme le meilleur joueur de l'année dans l'Arizona. The Arizona Republic nomme Mike Brown comme meilleur running back et defensive back de l'année.
Lors de cette dernière année lycéenne, il parcourt 2036 yards à la course et inscrit trente-et-un touchdowns.

## Carrière

### Université
Il intègre l'université du Nebraska ainsi que l'équipe de football américain des Cornhuskers. À ses débuts, il est positionné comme cornerback avant d'être déplacé à celui de safety.
En 1998, il bat le record de tacle de l'université effectué par un defensive back avec 102 yards. Pour sa dernière année, en 1999, il reçoit de nombreux honneurs et figure parmi les équipes-types de différents organismes. Il effectue quatre-vingt-seize tacles, deux sacks, un fumble recouvert, six fumbles provoqués, cinq passes déviées et cinq interceptions.

### Professionnel
Mike Brown est sélectionné au second tour du draft de la NFL de 2000 par les Bears de Chicago, au trente-neuvième choix. Dès son arrivée, il se voit confier le poste de free safety titulaire. Lors de sa saison de rookie, il est deuxième au classement des tacles de son équipe et intercepte sa première passe en professionnel, interception qu'il retourne en touchdown. Malgré de nombreux éloges, il n'arrive pas à remporter le titre de NFL Defensive Rookie of the Year Award, remporté par son coéquipier Brian Urlacher.
En 2001, Brown s'améliore, effectuant cinq interceptions, dont deux qu'il retourne en touchdowns. Cet accomplissement lui permet d'être sélectionné dans l'équipe All-Pro de la saison. L'année suivante, il réalise 111 tacles et conserve son rôle de pièce maîtresse de la défense de Chicago. Néanmoins, à la fin de la saison, il se blesse à la main.
En 2004, il subit une blessure au tendon d'Achille et déclare forfait pour le reste de la saison, après seulement deux matchs. La saison suivante, il se blesse au mollet et rate les quatre derniers matchs de la saison régulière. Néanmoins, il est sélectionné, pour la deuxième fois, en équipe All-Pro et pour la première fois au Pro Bowl. Après cette saison, la carrière entame une pente descendante.
En effet, lors de la sixième journée de la saison 2006, il se fracture un ligament d'un orteil. Il ne foule plus la pelouse pendant le reste de la saison. À son retour, lors de l'ouverture de la saison 2007, il intercepte une passe contre les Chargers de San Diego. Plus tard dans le match, il se blesse au genou après un tacle sur Lorenzo Neal. Les médecins annoncent qu'il est forfait pour la saison. Les blessures répétées de Brown obligent Chicago à modifier le contrat du safety, pour parer à toute nouvelle blessure. Mike Brown joue quinze matchs comme titulaire, en 2008, mais se blesse une nouvelle fois au mollet. Il déclare forfait pour le reste de la saison.
Le 14 février 2009, les Bears de Chicago annoncent qu'ils n'ont pas proposé de nouveau contrat à Mike Brown. Celui-ci devient alors agent libre. Le 24 juin, il signe un contrat avec les Chiefs de Kansas City et intercepte trois passes, sous ses nouvelles couleurs, et tacle à soixante-quinze reprises. Il est libéré dès la saison achevée.

## Palmarès
- Meilleur Running back de l'Arizona 1995 selon The Arizona Republic (niveau lycée)
- Meilleur defensive back de l'Arizona 1995 selon The Arizona Republic (niveau lycée)
- Classé #1 au classement des defensive back de l'Arizona (promotion 1996) par SuperPrep (niveau lycée)
- Champion national universitaire 1997 (1997 USA Today/ESPN National Champions)
- Équipe de la conférence Big 12 1998 et 1999
- Équipe All-American 1999 selon Associated Press et Football Writers Association
- All-American académique 1999
- Équipe All-Pro 2001 et 2005
- Sélection au Pro Bowl en 2005